# Antoine Bethea
Antoine Akeem Bethea (Savannah, 27 de julho de 1984) é um jogador de futebol americano aposentado que atuava na posição de safety na National Football League.

## Carreira no High School
Bethea estudou na Denbigh High School em Newport News no estado americano da Virgínia onde jogou futebol americano por 3 anos e foi nomeado All-area e All-conference em seu último ano.

## Universidade
Antoine Bethea foi para a Howard University localizada em Washington, D.C onde ele jogou 31 dos 37 jogos como safety e depois chegou a se formar em administração. Em seu primeiro ano no futebol americano universitário, Bethea jogou apenas 5 partidas e fez 13 tackles. Já em seu segundo ano ele fez 109 tackles e foi titular em 10 dos 11 jogos que participou.
Após 3 anos em Horward, Bethea fez 187 tackles, forçou 7 fumbles e recuperou outros 18, além de ter defletido 18 passes e ter feito 7 interceptações e marcou dois TDs defensivos.

## NFL

### Draft
Antoine Bethea foi selecionado na sexta rodada do Draft de 2006 da NFL na escolha nº 207 pelo Indianapolis Colts. No dia 30 de julho de 2006, ele assinou um contrato de 4 anos com os Colts.

### Indianapolis Colts

#### Temporada de 2006
Bethea atuou muito pelos Colts em seu primeiro ano, começando 14 jogos. Ao lado do All-Pro safety Bob Sanders, Bethea ajudou a secundária dos Colts a ser a segunda melhor naquele ano contra o passe cedendo apenas 159.3 jardas por jogo. Na semana 3 contra o Jacksonville Jaguars, Bethea fez 12 tackles, incluindo 8 tackles solo e defletiu um passe. Sua melhor performance como rookie veio contra o New England Patriots na semana 9 onde ele fez 11 tackles e conseguiu interceptar o quarterback Tom Brady na vitória por 27 a 20. Bethea interceptou mais dois passes na pós-temporada que ajudou os Colts a chegar ao Super Bowl XLI onde derrotaram o Chicago Bears por 29 a 17. Bethea auxiliou a secundária dos Colts a segurar o QB Rex Grossman limitando-o a apenas 165 jardas além das 2 interceptações que ele sofreu. Na grande final, Bethea fez 4 tackles e defletiu um passe. Devido a sua atuação, Bethea ganhou o posto de titular absoluto e os Colts optaram por dispensar o Safety Mike Doss.

#### Temporada de 2007
Bethea perdeu 3 jogos da temporada em seu segundo ano devido a uma contusão mas ele atuou tão bem que acabou sendo nomeado para o Pro Bowl naquele ano onde ele fez 95 tackles além de liderar o time em interceptações com 4 em 13 jogos como titular. Novamente os Colts terminaram a temporada como a segunda melhor defesa contra o passe na liga pela temporada de 2007. Bethea acabou indo para o Pro Bowl substituindo o All-Pro safety Troy Polamalu. Bethea se uniu a Peyton Manning, Joseph Addai, Reggie Wayne e Jeff Saturday no Pro Bowl.

#### Temporada de 2008
Com o passar do tempo na temporada de 2008, Antoine Bethea tornou-se o único jogador da secundária dos Colts a começar todos os jogos da temporada já que os cornerbacks Marlin Jackson, Kelvin Hayden e o safety Bob Sanders se machucaram com fregüência. Bethea então acabou tendo a melhor performance de sua carreira com 126 tackles no final de 2008 além de ter interceptado 2 passes, incluindo uma INT contra o Cleveland Browns que definiu a vitória de Indianapolis.

#### Temporada de 2009
Bethea atuou por todas as 16 partidas da temporada 16 e foi para seu segundo Pro Bowl na carreira. Ele liderou os Colts em tackles com 120, quatro interceptações, dois fumbles forçados, um recuperado e 4 passes defendidos. Na primeira rodada dos playoffs de divisão, contra o Baltimore Ravens, Bethea fez 3 tackles, defendeu 2 passes e fez uma interceptação. Esta foi sua quarta interceptação na pós-temporada, empatando a terceira melhor marca da franquia. Ele conquistou mais 5 tackles no AFC Championship Game contra o New York Jets e mais quatro contra o New Orleans Saints no Super Bowl XLIV.

#### Temporada de 2010
Antoine Bethea novamente liderou seu time com 106 tackles naquela temporada. Ele também registrou 0,5 sacks, uma interceptação, 5 passes defendidos e um fumble forçado. No jogo de wild card, contra os Jets, ele fez 7 tackles e forçou um fumble.

#### Temporada de 2011
Em 2011, Bethea conseguiu a melhor marca da carreira com 139 tackles. Ele também teve 7 passes defendidos, 2 fumbles forçados e um recuperado.

#### Temporada de 2012
Em 2012, ele conseguiu sua terceira temporada seguida com pelo menos 100 tackles mas pelo segundo ano seguido não conseguiu uma interceptação.

#### Temporada de 2013
Em 2013, Antoine conseguiu mais de 100 tackles pelo quarto ano seguido e ainda conseguiu interceptar dois passes.

### San Francisco 49ers
Em 2014, fechou um contrato de 4 anos com o San Francisco 49ers.

### Arizona Cardinals
Em 9 de março de 2017, Bethea firmou um contrato de três anos com o Arizona Cardinals. Apesar de ter tido bons números nas suas primeiras duas temproadas com os Cardinals, ele acabou dispensado antes do seu terceiro ano de contrato.

### New York Giants
Em 14 de março de 2019, Bethea assinou com o New York Giants.